# بنای یادبود لنین (برلین)
بنای یادبود لنین (به آلمانی: Lenin-Denkmal) بنای یادبود ولادیمیر لنین در برلین شرقی بود که توسط مجسمه‌ساز روس شوروی، نیکولای تومسکی، ساخته شد. این بنا در ۱۹ آوریل ۱۹۷۰ به مناسبت صدمین سالگرد تولد لنین افتتاح شد. پس از اتحاد مجدد آلمان، شورای منطقه فریدریش‌هاین با وجود تظاهرات و درخواست‌های ساکنان محله و طرفداران حفظ آثار تاریخی، به حذف آن رأی داد. روند تخریب در نوامبر ۱۹۹۱ آغاز شد و تا فوریه ۱۹۹۲ این بنای یادبود به‌طور کامل برچیده شد و قطعات آن در حومه برلین دفن شد. در سال ۲۰۱۵، سر مجسمه از خاک بیرون آورده شد و از سال ۲۰۱۶ به عنوان بخشی از نمایشگاه دائمی بناهای سیاسی برلین در ارگ اشپاندائو برلین به نمایش گذاشته شده است.

## پیشینه
این بنای یادبود توسط نیکولای تامسکی، مجسمه‌ساز روسی اهل شوروی، ساخته شده است که مسئول تعدادی از مجسمه‌های یادبود اختصاص داده شده به چهره‌های تاریخی روسیه، از جمله چندین بنای یادبود لنین، است. در زمان رونمایی از این بنای یادبود، تامسکی رئیس آکادمی هنر اتحاد جماهیر شوروی بود. هنرمندان محلی به انتخاب تامسکی برای تکمیل این سفارش اعتراض کردند و سبک یادبودی را که او در آن تخصص داشت با زیبایی‌شناسی دوران نازی مقایسه کردند.
این مجسمه ۱۹ متری از گرانیت قرمز تراشیده شده بود و لنین را در مقابل یک پرچم نشان می‌داد. در طرف مقابل، نقش برجسته‌ای از کارگران آلمانی و شوروی در حال دست دادن دیده می‌شد. قرار بود این مجسمه در مقابل یک پروژه مسکن جدید در فریدریش‌هاین که توسط معمار برجسته هرمان هنسلمن طراحی شده بود، قرار گیرد. میدانی که این بنای یادبود در آن قرار داشت، میدان لنین (به آلمانی: Leninplatz)، قبلاً در سال ۱۹۵۰ افتتاح شده بود.

## فداکاری
مراسم افتتاحیه در ۱۹ آوریل ۱۹۷۰ به مناسبت صدمین سالگرد تولد لنین برگزار شد و ۲۰۰۰۰۰ نفر در آن شرکت کردند. والتر اولبریشت، رهبر آلمان شرقی، و پیتر آبراسیموف، سفیر شوروی، هر دو در این مراسم سخنرانی کردند و آبراسیموف از این بنای یادبود به عنوان نمادی از اتحاد آلمان شرقی و شوروی یاد کرد.

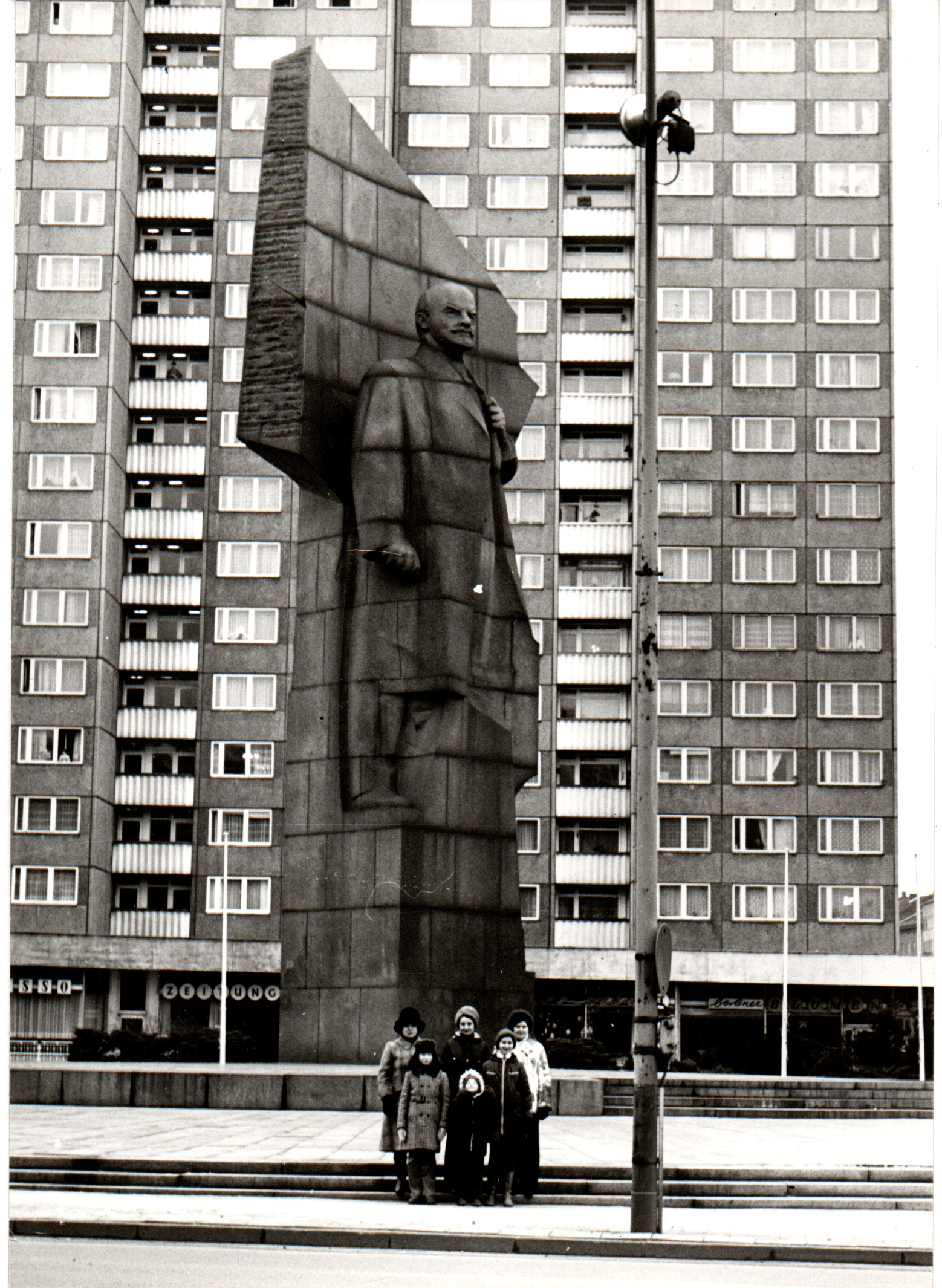
بنای یادبود لنین در برلین ۱۹۸۲

## بحث و حذف

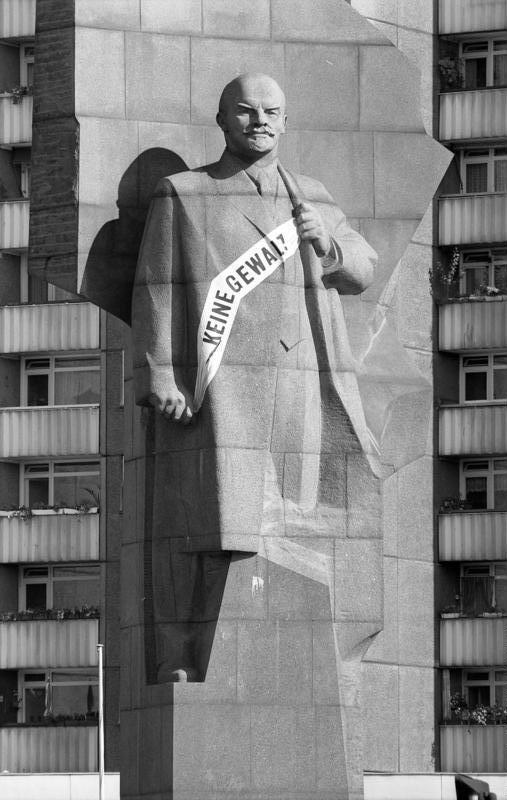
بنای یادبود در سال ۱۹۹۱ با بنری از یک گروه معترض که روی آن نوشته شده «خشونت ممنوع»

پس از اتحاد مجدد آلمان در سال ۱۹۸۹، این بنای یادبود موضوع بحث و جدل شد. خرابکاران مرتباً این بنای یادبود را هدف قرار می‌دادند و در ۱۹ سپتامبر ۱۹۹۱، شورای منطقه فریدریش‌هاین به برچیدن این بنای یادبود رأی داد. ظرف یک ماه، شورای شهر برلین مجسمه را از فهرست بناهای تاریخی رسماً حفاظت‌شده حذف کرد و راه را برای تخریب هموار نمود.
حامیان این بنای یادبود شامل دانشجویان هنر، برنامه‌ریزان شهری، طرفداران حفظ آثار تاریخی، ساکنان محلی و احزاب سیاسی چپ‌گرا بودند. آن‌ها استدلال می‌کردند که این مجسمه باید به عنوان یادآوری تاریخ حفظ شود و حذف این بنای یادبود بدون نظر جامعه، تجاوزی اقتدارگرایانه از سوی دولت است. آن‌ها برای نشان دادن مخالفت خود با حذف این بنای یادبود، طومارهایی را منتشر کردند، اعتراضات مسالمت‌آمیزی را ترتیب دادند و شب‌زنده‌داری برگزار کردند. بیوه تامسکی نیز در دادگاه به‌طور ناموفقی حذف این بنای یادبود را به چالش کشید.
موافقان برداشتن این بنای یادبود، میراث تاریخی لنین را مورد انتقاد قرار دادند و تخریب مجسمه را ادامه انقلاب ۱۹۸۹ دانستند. ابرهارد دیپگن، شهردار وقت برلین، این تخریب را پایان یک «مستبد و قاتل» خواند.
روند برچیدن رسماً در ۸ نوامبر ۱۹۹۱، در آستانه دومین سالگرد سقوط دیوار برلین، آغاز شد. برداشتن این بنای یادبود ۵۰۰۰۰۰ مارک آلمان هزینه داشت و اندازه و وزن مجسمه، کار را دشوار می‌کرد. این بنای یادبود تا فوریه ۱۹۹۲ به‌طور کامل برداشته شد و در ۱۲۹ قطعه در یک منطقه جنگلی در خارج از برلین دفن شد.
پس از برداشتن بنای یادبود، میدان لنین به میدان ملل متحد (آلمانی: Platz der Vereinten Nationen) تغییر نام داد. یک فواره کوچک که نمایانگر پنج قاره مسکونی بود، در جایی که زمانی پایه مجسمه قرار داشت، نصب شد.

## نمایشگاه
در سال ۲۰۰۹، ارگ اشپانداو از شورای شهر برلین درخواست اجازه برای حفاری سر این بنای یادبود را کرد. شورا در ابتدا امتناع کرد، سپس بعداً تصمیم خود را لغو کرد و در سپتامبر ۲۰۱۵ سر از خاک بیرون آورده شد. از آوریل ۲۰۱۶، این سر به عنوان بخشی از نمایشگاه دائمی «پرده‌برداری شده: برلین و بناهای تاریخی آن» در ارگ به نمایش گذاشته شده است.

## مکان
میدان لنین سابق در محله فریدریش‌هاین در بخش فریدریش‌هاین-کروزبرگ واقع شده است.
این میدان در شمال میدان اشتراوسبرگر واقع شده است. از شمال و شرق به خیابان فریدن‌اشتراسه و از جنوب و غرب به خیابان پالیسادن‌اشتراسه و خیابان لیختن‌برگر اشتراسه محدود می‌شود. این میدان توسط کوچه مول‌اشتراسه-لندزبرگر در جهت غرب به شرق قطع می‌شود.